# La Couarde

La Couarde este o comună în departamentul Deux-Sèvres, Franța. În 2009 avea o populație de 263 de locuitori.